# Скрунда
Скру́нда (латыш. Skrundaо файле, ранее Шрунден, нем. Schrunden) — небольшой город на западе Латвии, в исторической области Курземе. 
Городок расположен на автотрассе A9, в 35 км к югу от Кулдиги.

## История
Первое упоминание поселения относится к 1253 году (нем. Schrunden). В 1368 году филиал Тевтонского ордена построил здесь замок, который не сохранился до наших времён.
В XVII столетии княжеское имение Шрунден, в 6 милях от Шварденского постоялого двора. 
В период Второй мировой войны в районе Скрунды происходили бои между немецкими и советскими частями, в частности в них принимали участие 67-я стрелковая дивизия, и другие формирования 27-й армии РККА ВС Союза ССР.
В 1949—1959 годах Скрунда была центром одноимённого района. В 1950—1996 годах — посёлок городского типа, с 1996 года имеет статус города. Ныне относится к Кулдигскому краю Латвийской Республики.

## Жилой массив Скрунда-1
Примерно в четырёх километрах от города ранее находился советский (затем российский) радар в Прибалтике — комплекс РЛС «Днестр-М»/«Днепр»/«Дарьял». Обслуживавший его персонал проживал в расположенном неподалёку военном городке Скрунда-1. Радар перестал действовать 31 августа 1998 года. После демонтажа радиолокационной станции и вывода российских войск из региона в октябре 1999 года Скрунда-1 стала городом-призраком. В июне 2010 года территория бывшего военного городка была продана за 170 тыс. латов компании Iniciative Europa, зарегистрированной в Латвии, но принадлежащей частному лицу из России, однако с 2015 года возвращена в муниципальную собственность и используется как тренировочная база Национальных вооружённых сил Латвии. С 2018 года на месте бывшего советского военного объекта Скрунда-1 расположен латвийский военный полигон «Межайне». Часть оставшихся строений было отремонтировано и переоборудовано.

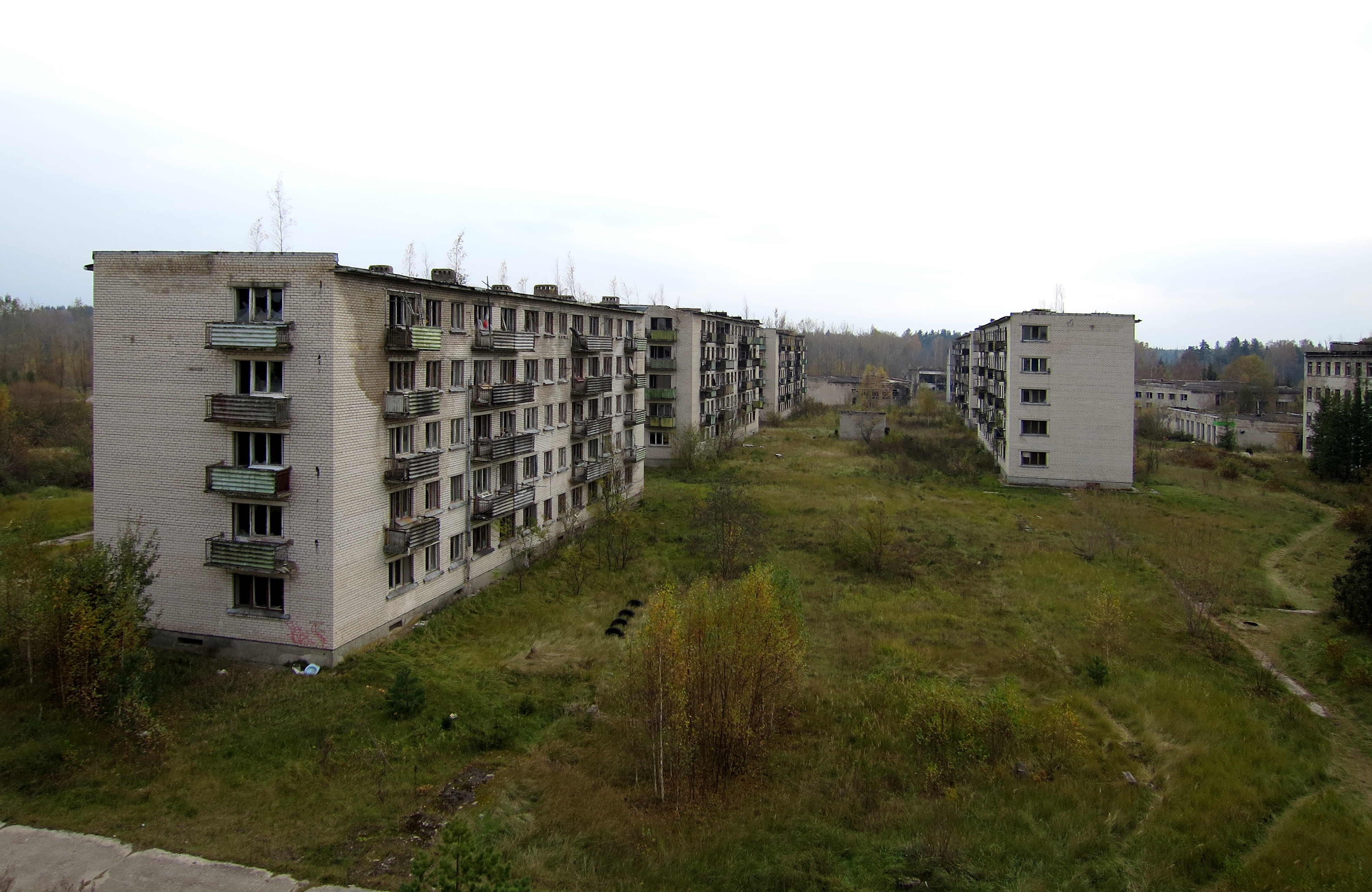
Заброшенные жилые дома военного городка Скрунда-1, Фото 2016 года.
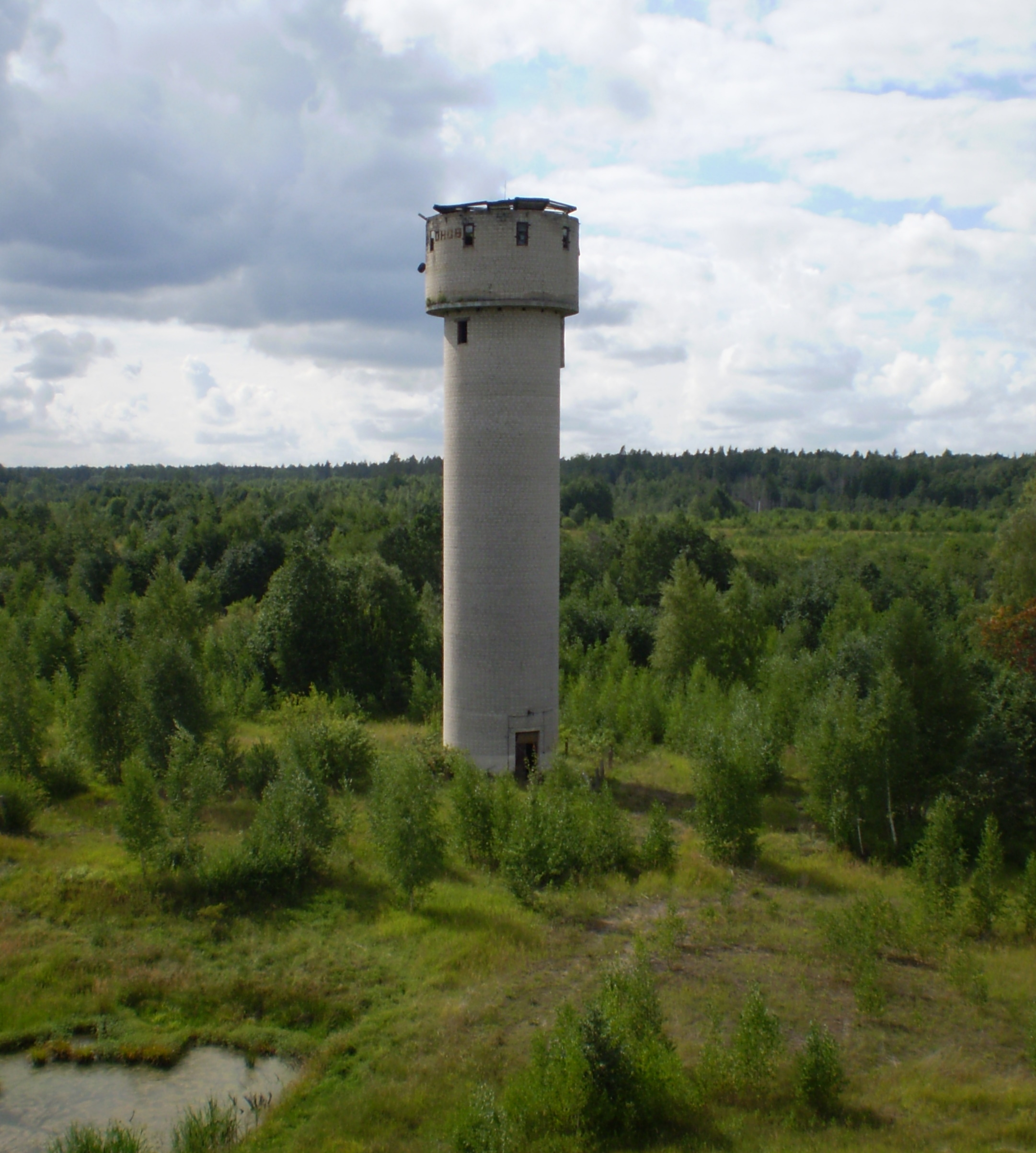
Башня в районе Скрунда-1.
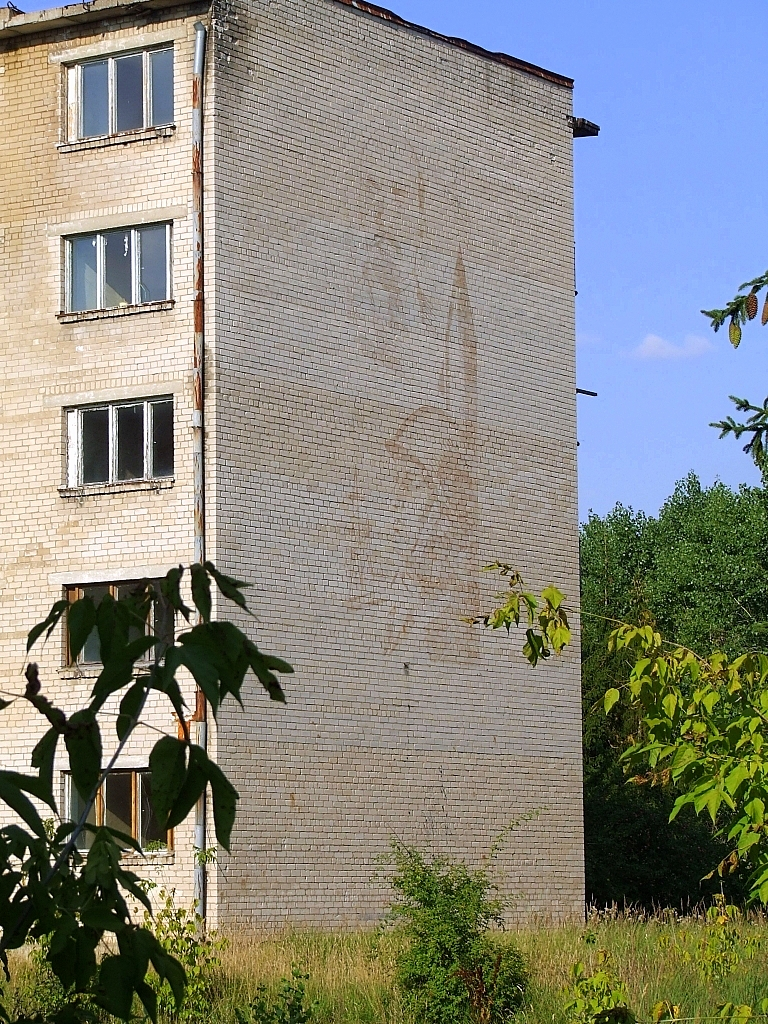
Дом в военном городке, на стене изображены портрет В. И. Ленина, часть ракеты, и воин ВС СССР, 2007 год.

## Транспорт

### Автодороги
Через Скрунду проходит автомагистраль A9 Рига (Скулте) — Лиепая, а также региональная автодорога P116 Кулдига — Скрунда — Эмбуте. К городу подходят региональные автодороги P107 Скрунда — Эзере и P117 Скрунда — Айзпуте.

## Известные люди
- В 1819—1821 годах в Скрунде работал врачом Эдуард Эйхвальд, позднее ставший известным как палеонтолог.
- Актёр Гинтс Гравелис[14].

## Города-побратимы
- Пылтсамаа (Эстония) — с 2005 года;
- Сен-Брис-ан-Когле (Франция) — с 2006 года;
- Динчжоу (КНР) — с 2007 года;
- Мцхета (Грузия) — с 2007 года.